# 中国2010年上海世界博览会罗马尼亚馆
中国2010年上海世界博览会罗马尼亚馆是2010年上海世博会上代表罗马尼亚的展馆，位于世博园区C片区，占地面积2000平方米。罗马尼亚馆的主题为“绿色城市”（GREENOPOLIS）。
罗马尼亚馆的外形是一只“青苹果”，分为主体和切片两部分，外墙是玻璃幕墙，内部则是钢结构。同时，“苹果”还可以变为红、黄等各种颜色。展馆内则分为三部分，分别为“千年回望”、“历史与自然推动的社会和城市的发展”以及“亲近自然的城市生活”。展馆中还可以看到《斯特凡大公》、《勇敢的米哈依》等罗马尼亚经典影片。